# Welten (Gemeinde Sankt Martin an der Raab)
Welten (ungarisch Velike) ist ein Ort im Südburgenland wie auch Ortschaft und Katastralgemeinde der Marktgemeinde Sankt Martin an der Raab im Bezirk Jennersdorf, Burgenland.

## Geografie
Der Ort Welten befindet sich 6 Kilometer südwestlich von Jennersdorf, 4 Kilometer westlich von St. Martin, direkt an der steirischen Landesgrenze, etwa ebensoweit östlich von Fehring. Das Haufendorf liegt rechtsufrig (südlich) an der Raab, am Fuß des Neuhauser Hügellands, auf um die 255 m ü. A. Höhe.
Der Ort wird von Norden nach Süden vom Schwabenbach durchflossen, der in Mühlgraben seinen Ursprung hat und nördlich des Ortes in die Raab mündet.
Die Ortschaft und Katastralgemeinde Welten umfasst 830 Hektar  mit etwa 360 Einwohnern (1. Jänner 2024: 358), Dazu gehören auch Schwabengraben am Schwabenbach, Weltenberg (Welten-Bergen) und Gamperlberg am östlichen Riedel des Schwabengrabens, einige Häuser von Jagerberg schon oberhalb des Gritschbachs, wie auch Deutscheck mitsamt einigen Häusern von Wartegg am westlichen Riedel, der der Grenzkamm zur Steiermark ist. Auch die Raab im Norden bildet vom Kraftwerk bis zur Rainbach-Mündung die Landesgrenze.
| Hohenbrugg an der Raab (O u. KG; Gem. Hohenbrugg-Weinberg, Bez. Südoststeiermark, Stmk.) |                                                            | Jennersdorf (O u. KG; Gem. Jennersdorf) Am Tafelberg (Gem. Jennersdorf) |
| Schiefer (O u. KG; Gem. Fehring, Bez. Südoststeiermark, Stmk.)                           | Kompassrose, die auf Nachbargemeinden zeigt                | Gritsch (O u. KG)                                                       |
| Schwabengraben Wartegg (Gem. St. Martin und Fehring, Stmk.) Mühlgraben (O, KG u. Gem.)   | Weltenberg Windisch-Minihof (O u. KG; Gem. Minihof-Liebau) |                                                                         |

## Geschichte
Die ersten Ansiedlungen verlieren sich im Grau der Vorzeit. Wie die Funde und Hügelgräber dokumentieren, dürfte auch Welten schon zur Zeit der Römer besiedelt gewesen sein.
Erstmals wird Welten 1256 urkundlich erwähnt.
Am 8. Juni 1867 wurde der einheitliche Kaiserstaat Österreich-Ungarn politisch in die selbständigen Reichshälften Österreich und Ungarn geteilt. Welten gehörte damit wie das gesamte Burgenland bis 1921 zur ungarischen Reichshälfte (Transleithanien), Region Deutsch-Westungarn. Eigentlich mehrheitlich deutschsprachig, musste aufgrund der Magyarisierungspolitik ab 1898 der ungarische Ortsname Velike verwendet werden.
Nach Ende des Ersten Weltkriegs wurde die Gemeinde den Verträge von St. Germain und Trianon zufolge 1919 Österreich zugesprochen.
Als Folge des Anschlusses an das Deutsche Reich erfolge 1938 die Auflösung des Burgenlandes. Welten gehörte bis 1945 zum Kreis Feldbach, Gau Steiermark. Im April 2016 wurde in einem Waldstück bei Welten ein Massengrab von bis zu 30 Angehörigen der Roten Armee aus dem Zweiten Weltkrieg freigelegt. Es enthielt Gebeine, Dokumente und explosives Kriegsmaterial. Die Grabung und Exhumierung wurde genau dokumentiert.
Mit Wirksamkeit vom 1. Jänner 1971 wurde aufgrund des Gemeindestrukturverbesserungsgesetzes die vordem selbständige Gemeinde Welten, gemeinsam mit den ebenfalls selbständigen Gemeinden Gritsch, Doiber, Neumarkt und Oberdrosen mit der Gemeinde St. Martin an der Raab zusammengeschlossen.

## Politik
Ortsvorsteher von Welten ist Günter Zotter von der SPÖ. Im Gemeinderat ist Welten nach der Gemeinderatswahl 2012 mit Alexandra Nerat (SPÖ), Siegfried Niederer (ÖVP) und Ernst Mayer (Liste Zukunft St. Martin an der Raab) vertreten. Richard Lang, der 15 Jahre dem Gemeinderat angehört hatte und August Winkler, der zehn Jahre Welten im Ortsparlament vertrat, schieden nach der Wahl 2012 aus. Den Ortsausschuss bilden Günter Zotter, Johann Klettner (beide SPÖ), Josef Sampt (ÖVP) Matthias Meitz und Gerald Zotter (beide Liste Zukunft St. Martin an der Raab).

## Infrastruktur und Kultur

### Verkehr
Das Ortsgebiet wird im Norden von der Güssinger Straße B 57 durchzogen, die von Oberwart über Jennersdorf nach Feldbach führt. Direkt durch die Ortschaft führt die Doiber-Welten-Landesstraße L268, die beim Kreisverkehr in St. Martin an der Raab von der Doiber Straße B 58 abzweigt und in Welten in die Güssinger Straße einmündet.

### Freiwillige Feuerwehr
Freiwillige Feuerwehr Welten – Die Freiwillige Feuerwehr wurde 1891 gegründet. Mit Stand vom 11. November 2014 gehören ihr 46 Aktive und 4 Reservisten an. Kommandant war bis 31. Dezember 2014 Walter Jost. Am 1. Jänner 2015 hat Gerald Zotter die Funktion des Kommandanten übernommen. Am 14. September 2013 wurde das neue Tanklöschfahrzeug 2000 gesegnet, am Festakt nahm unter anderen Ehrengästen auch Landeshauptmann Hans Niessl teil. Weiters ist der Fuhrpark der Feuerwehr Welten mit einem Mannschaftstransportfahrzeug, das 2006 gebraucht angekauft wurde sowie mit einem Tanklöschfahrzeug, das 1995 gebraucht angekauft wurde, ausgestattet. Das 1973 beschaffte Kleinlöschfahrzeug wurde 2006 außer Dienst gestellt, ist aber noch im Besitz der Feuerwehr.

### Sehenswürdigkeiten
- Glockenstuhl – Der hölzerne Glockenstuhl wurde vermutlich im 19. Jahrhundert errichtet. Er steht auf einem Hügel über dem Ort und ist denkmalgeschützt (Listeneintrag).[2]
- Kellerstöckl – Der freistehende Bau wurde in der ersten Hälfte des 19. Jahrhunderts errichtet. Das Rundbogentor trägt die Inschrift „MB“. Der zweigeschoßige Bau ist im Hauptgeschoß mit Holzdecken ausgestattet und hat an der Seite eine zweijochige Bogenlaube. Das Gebäude steht unter Denkmalschutz (Listeneintrag).[2]
- Wegkreuze – Ein Wegkreuz befindet sich an der Straße nach Westen. Dieses ist mit einem spätbarocken Korpus ausgestattet. Ein zweites Wegkreuz, das Ende des 18. Jahrhunderts errichtet wurde, befindet sich im Ortsteil Welten-Bergen.[2]
- Filialkapelle Deutscheck – Die Kapelle wurde 1878 errichtet und ist dem hl. Vitus geweiht. Sie steht auch unter Denkmalschutz (Listeneintrag).[2]

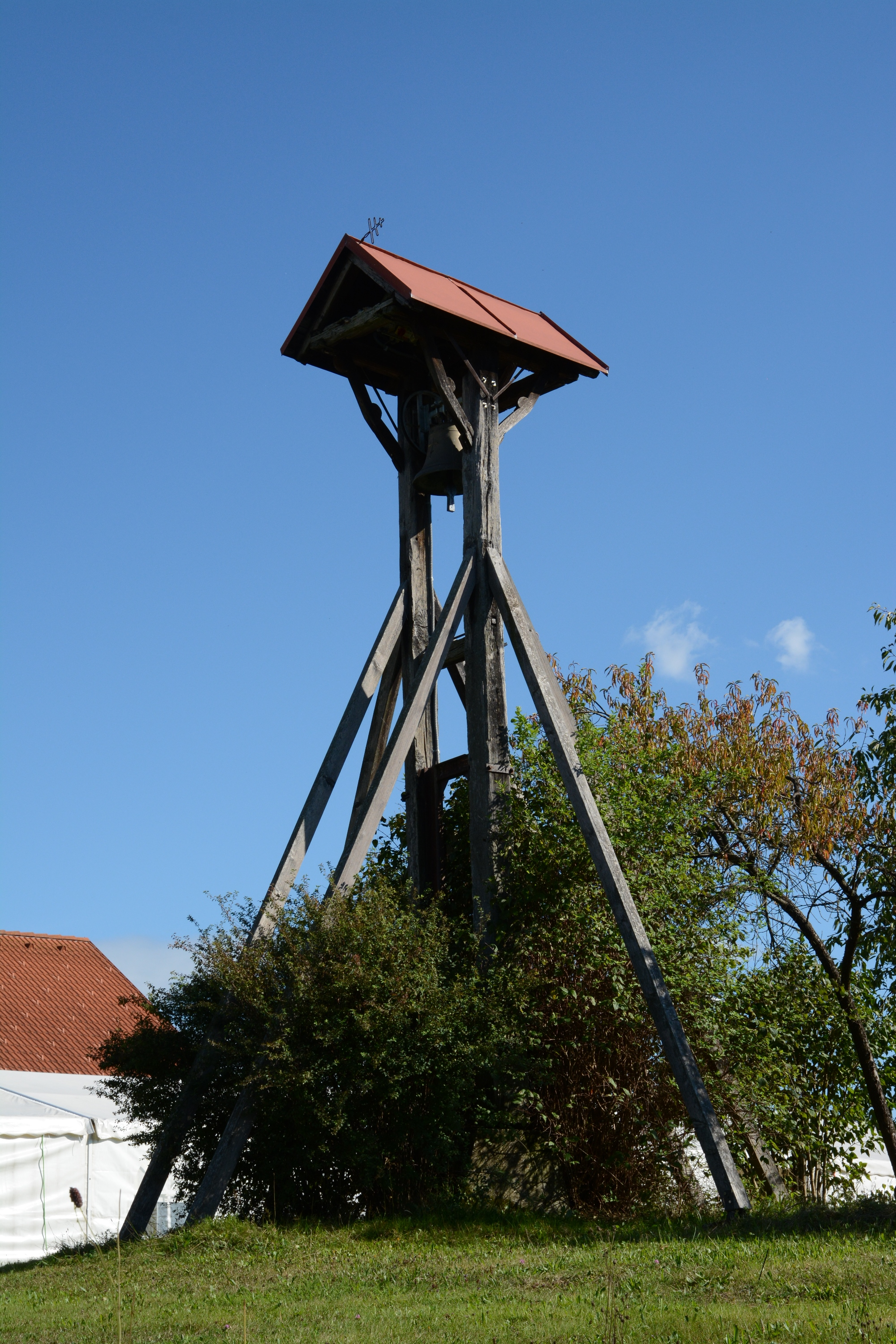
Der Glockenstuhl in Welten
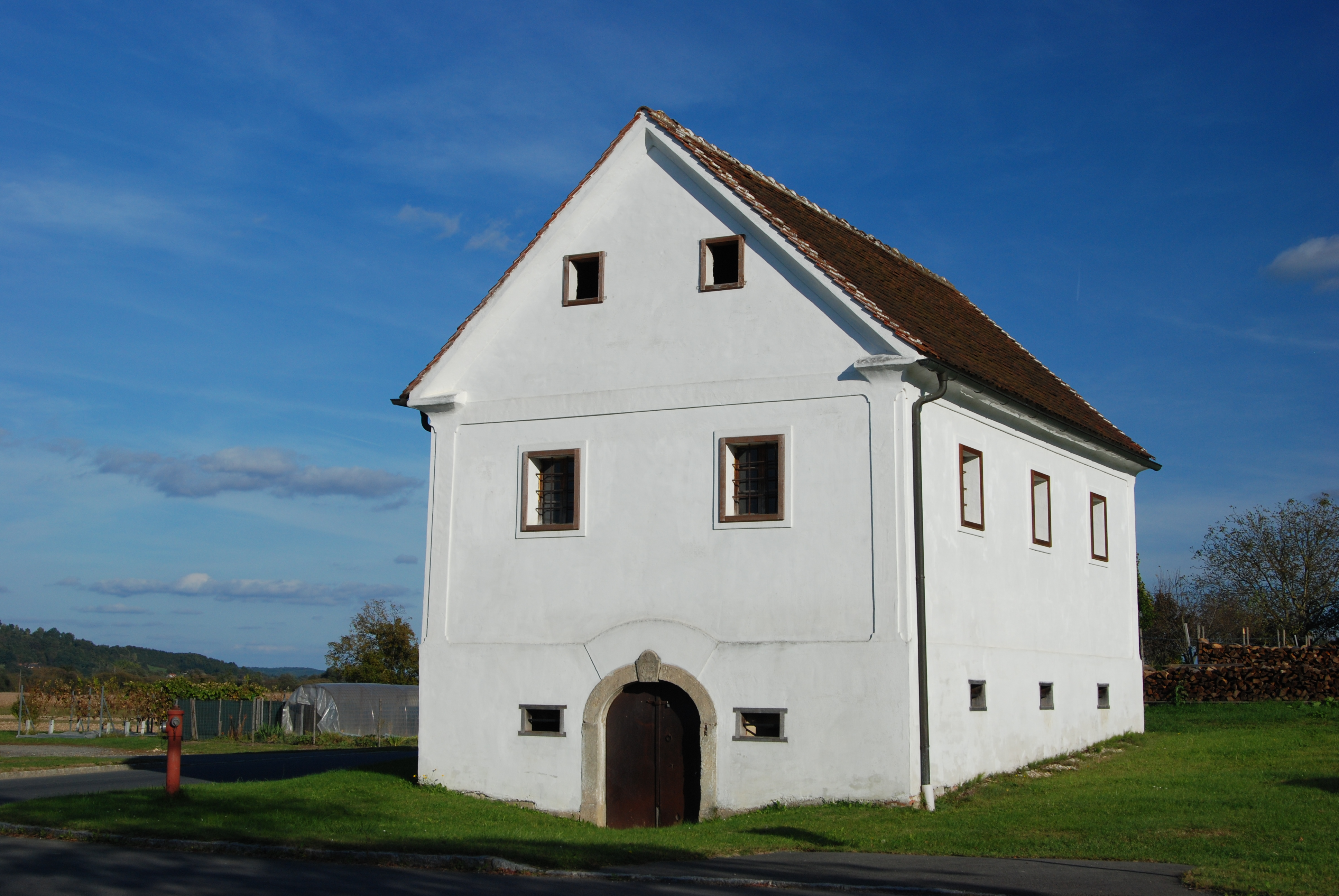
Das Kellerstöckl in Welten
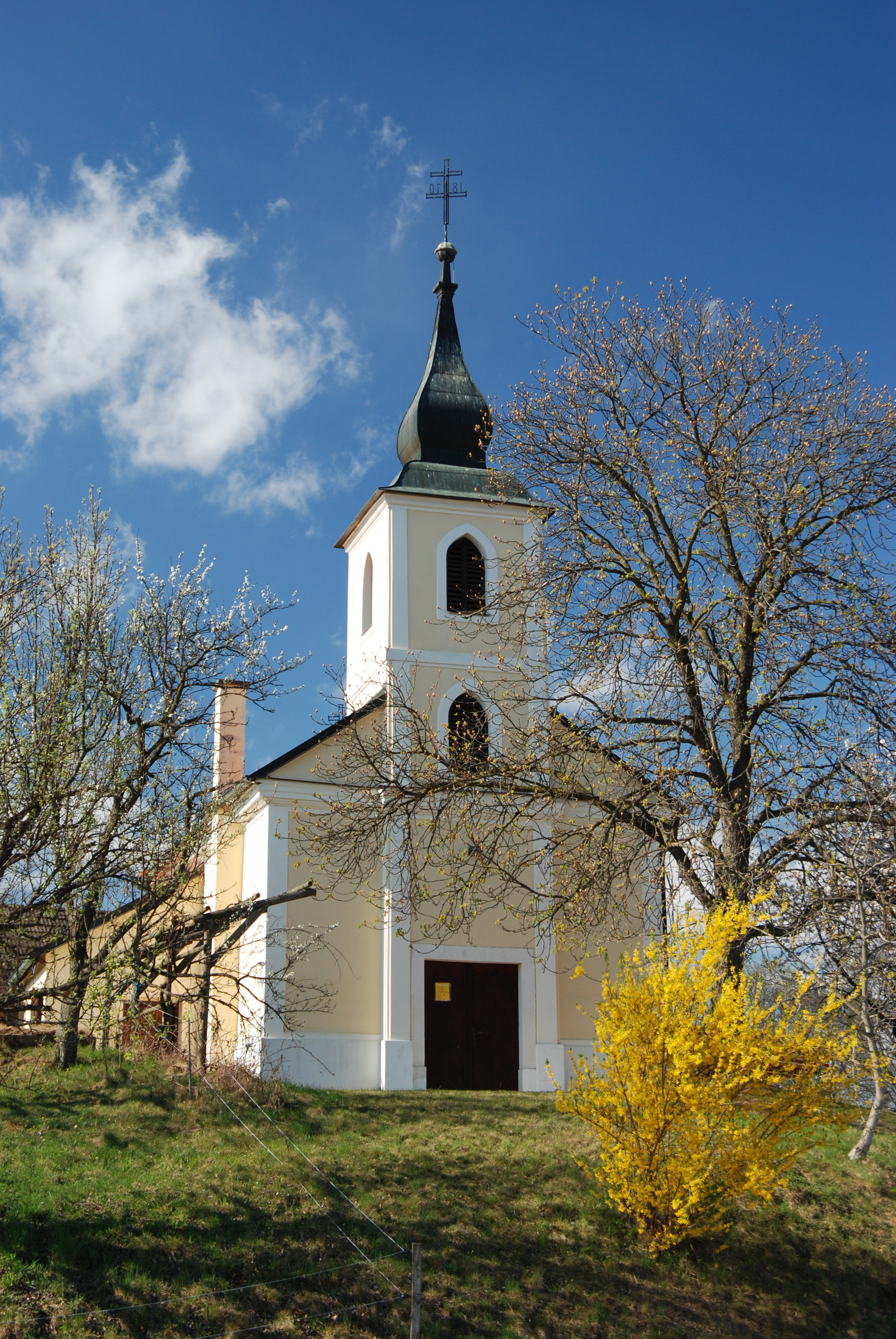
Ortskapelle Deutscheck

### Tourismus
Der Ort ist Teil des grenzüberschreitenden Naturparks Raab-Őrség-Goričko, der österreichische Teil ist der Naturpark Raab.
Die Hügellandschaft im Vierländereck Burgenland, Steiermark, Slowenien, und Ungarn ist vor allem bei Radfahrern beliebt. Der Fernweg ist der R11-Radwanderweg im Raabtal von Fladnitz an der Teichalm nach Jennersdorf.
Durch die Ortschaft führt der Radweg Neuhauser Hügelland (B70), dessen 43,3 km langer Rundkurs von St. Martin über Oberdrosen, Tauka, Kalch, Neuhaus am Klausenbach, den Hirzenriegel, Welten und Doiber wieder zurück nach St. Martin führt, mit 569 Höhenmeter eher sportlich angelegt.
Ein beliebtes Ausflugsziel sind die AbenteuerWelten in der Rotte Gamperlberg. Der Freizeitpark bietet neben vielfältigen Freizeitangeboten wie die „Weltener Landmatura“, „Team-Olympiaden“, Bogenschießen auf einem 3D-Parcours und Kinderprogrammen auch gastronomische Angebote.